# توماس ستراتوس
توماس ستراتوس (بالألمانية: Thomas Stratos)‏ هو لاعب كرة قدم ومدرب كرة قدم ألماني في مركز الدفاع، ولد في 9 أكتوبر 1966 في ألمانيا. لعب مع أرمينيا بيليفيلد ونادي ساربروكن ونادي هامبورغ.

## وصلات خارجية
- توماس ستراتوس على موقع قاعدة بيانات كرة القدم.إي يو (الإنجليزية)
- توماس ستراتوس على موقع بيانات كرة القدم. دي إي (الألمانية)
- توماس ستراتوس على موقع عالم كرة القدم.نت (الإنجليزية)